# Trimerotropis flavipennis
Trimerotropis flavipennis is een rechtvleugelig insect uit de familie veldsprinkhanen (Acrididae). De wetenschappelijke naam van deze soort is voor het eerst geldig gepubliceerd in 1863 door Philippi.